# Варганова гора
Варгано́ва гора́ (в обиходе — Варгано́вка) — отдельно стоящая гора на Южном Урале, в Челябинской области (Россия). Абсолютная высота — 763 метра. Относится к Заозёрному хребту, посещение которого до начала 1990-х годов входило во Всесоюзный туристический маршрут № 55.

## Топонимика
Название происходит или от русского прозвища Варган (так могли прозвать шумливого человека), или от фамилии Варганов. (Варганить — шуметь, кричать, плохо играть на чём-либо, что-либо наскоро, небрежно делать).

## Описание
Варганова гора — отдельно стоящая гора, относящаяся к Заозёрному хребту. Её длина по подошве — 3 километра, ширина — 3,5 километра. Абсолютная высота — 763 метра, относительная (над рекой Куштумга) — 360 метров. Вершина Варгановой горы находится в 3 км на северо-запад от озера Тургояк, в 7,2 км от его центра.
С западной и северной стороны гору огибает река Куштумга. Из межгорного седла между Варгановкой и Заозёрным хребтом вытекает речка Липовка.
Склоны горы крутые, особенно в северо-западном направлении. Гора покрыта смешанным лесом.

## Галерея

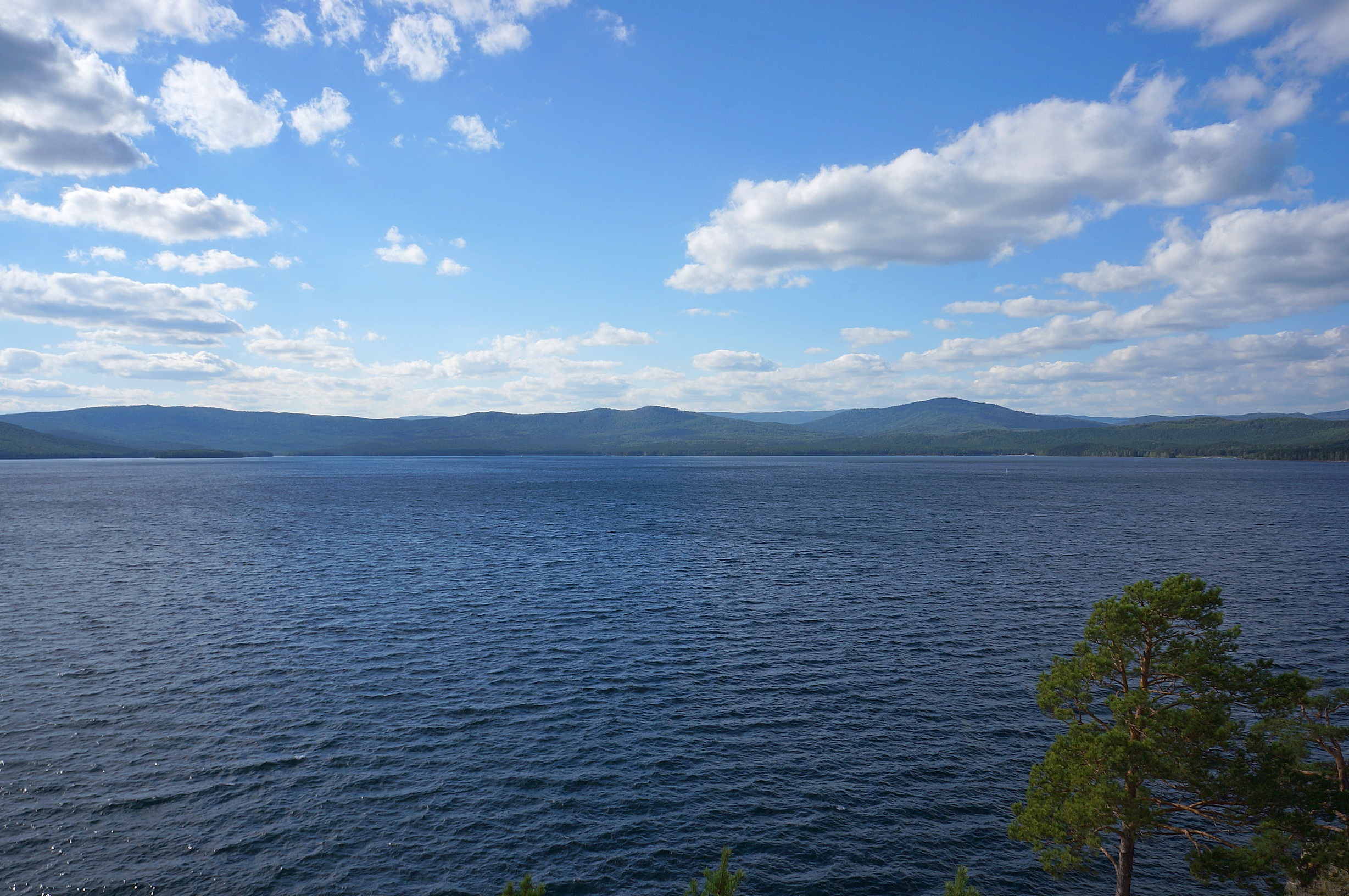
Вид на Заозёрный хребет с Крутиков (справа — гора Варганова)
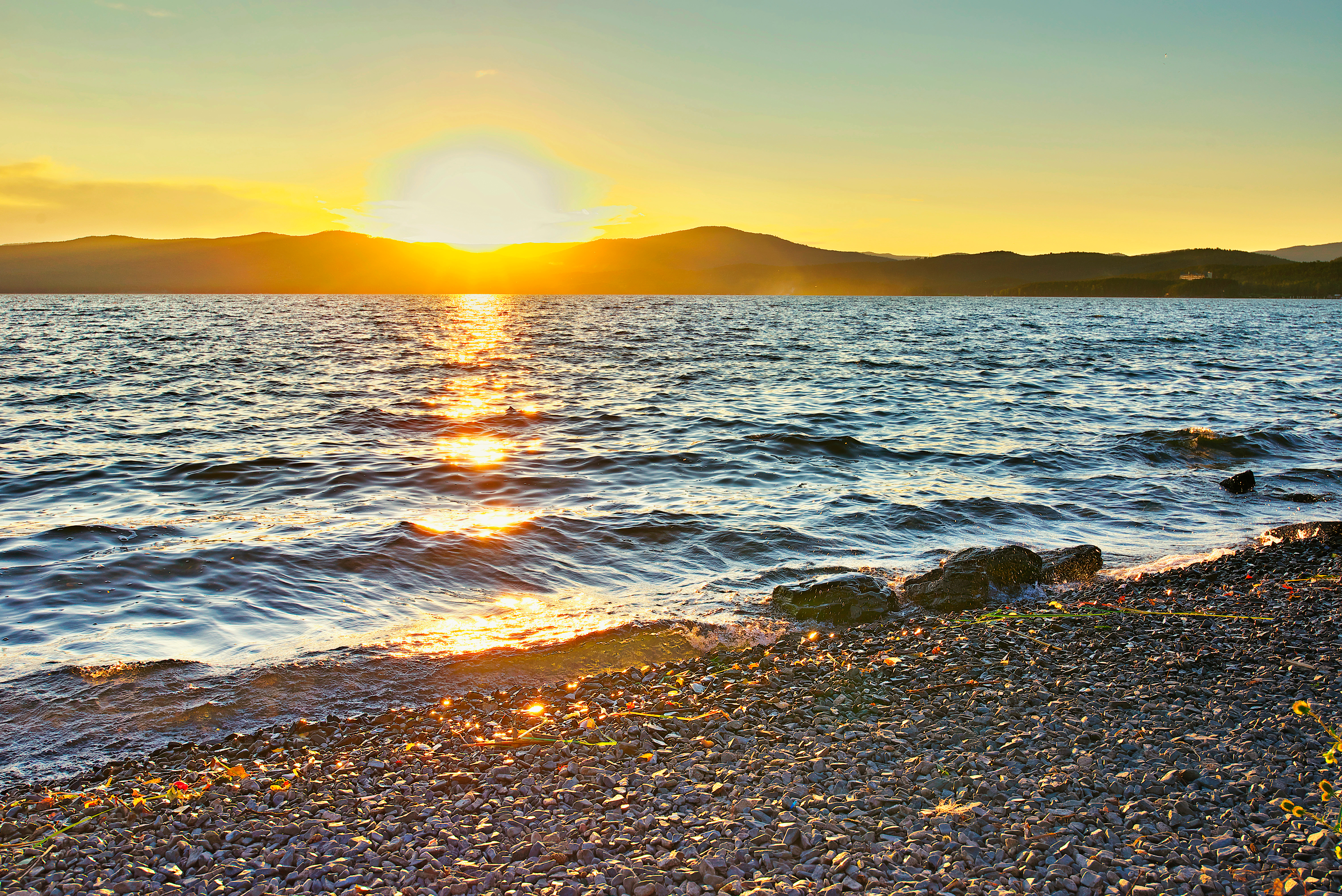
Закат над горами Варгановой и Заозёрной
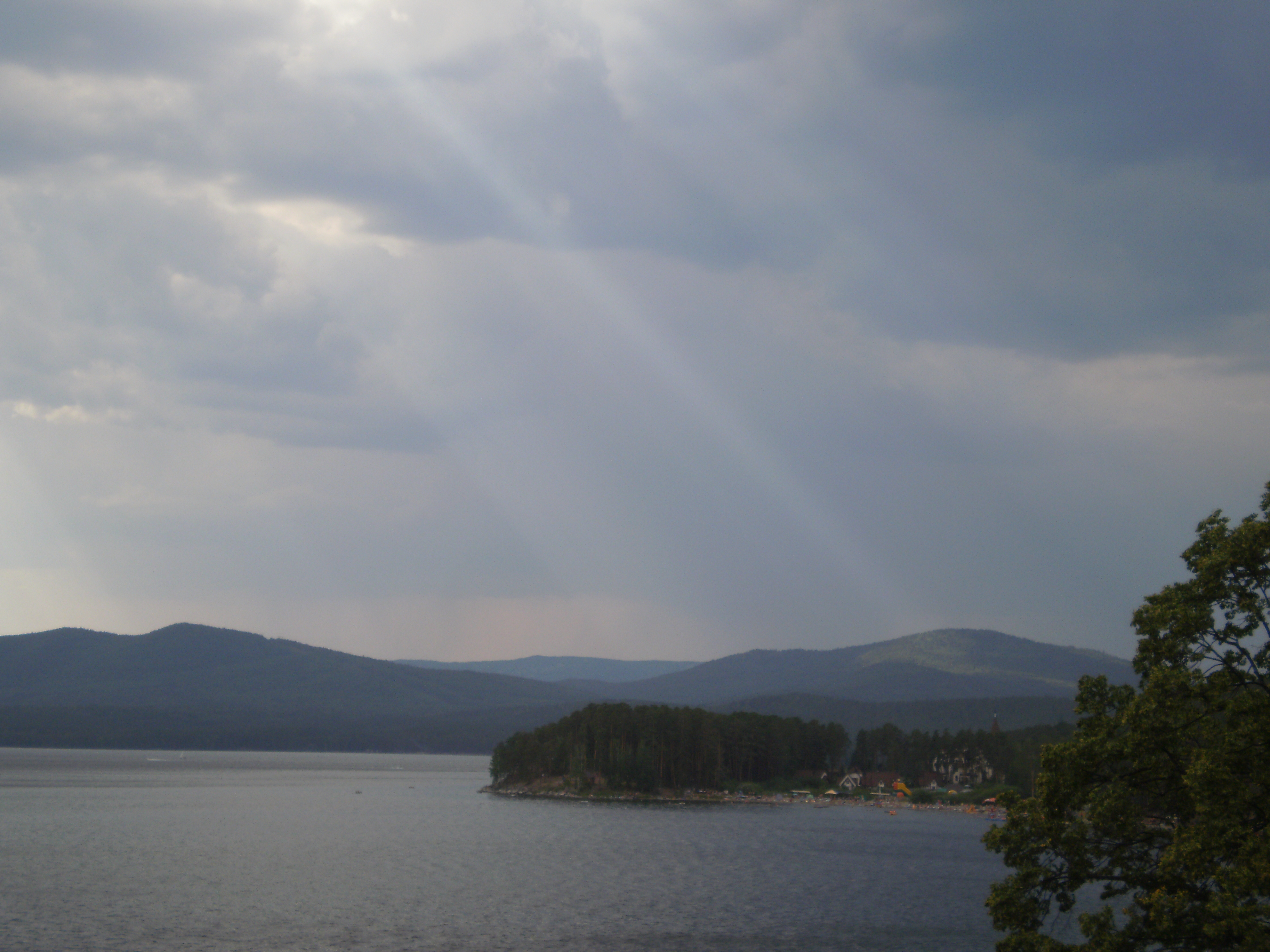
За озером Тургояк — гора Заозёрная и гора Варганова
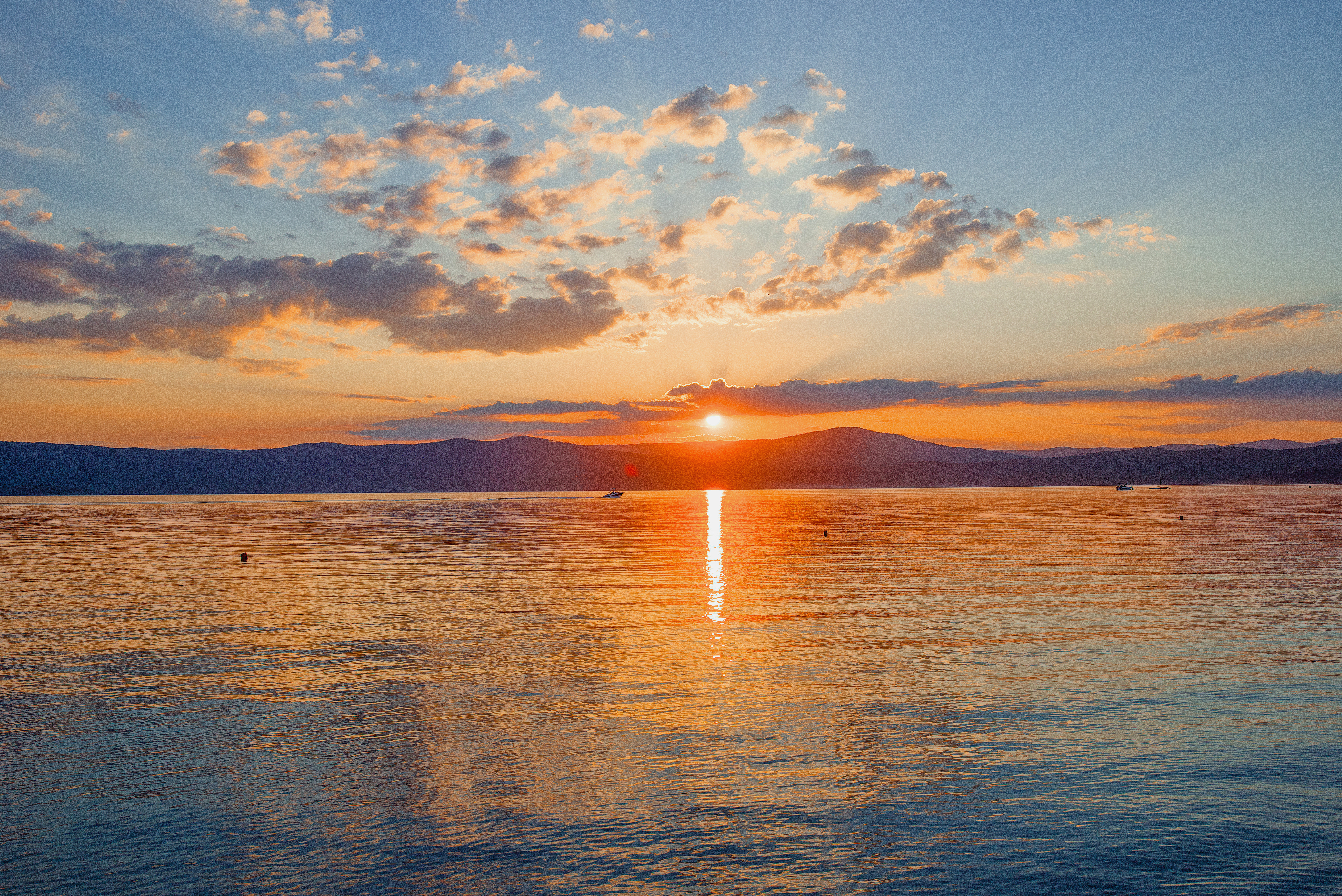
Закат над Заозёрным хребтом